# Mutang (köpinghuvudort i Kina, Hainan Sheng, lat 19,81, long 109,35)
Mutang är en köpinghuvudort i Kina. Den ligger i provinsen Hainan, i den södra delen av landet, omkring 110 kilometer väster om provinshuvudstaden Haikou. Antalet invånare är 40 373. Befolkningen består av 17 458 kvinnor och 22 915 män. Barn under 15 år utgör 22,0 %, vuxna 15-64 år 68 %, och äldre över 65 år 8,0 %.
Runt Mutang är det ganska tätbefolkat, med 239 invånare per kvadratkilometer. Närmaste större samhälle är Xinzhou, 10,9 km söder om Mutang. Trakten runt Mutang består till största delen av jordbruksmark.
Genomsnittlig årsnederbörd är 2 285 millimeter. Den regnigaste månaden är juli, med i genomsnitt 445 mm nederbörd, och den torraste är februari, med 19 mm nederbörd.